# Kotten (Radevormwald)
Kotten ist eine Ortslage in der Stadt Radevormwald im Oberbergischen Kreis im nordrhein-westfälischen Regierungsbezirk Köln in Deutschland.

## Lage und Beschreibung
Der ehemals eigenständige Ortsteil Kotten liegt im Norden von Radevormwald an der Ritter von Halt Straße im Tal des Kottenbaches. Die Nachbarorte Kollenberg, Hermannshagen und der mit Telegraf bezeichnete Standort einer Station des Preußischen optischen Telegrafen sind ebenfalls im Stadtgebiet von Radevormwald aufgegangen.

## Geschichte
In Steuerlisten aus den Jahren 1663 und 1673 werden die außerhalb der Stadtmauern von Radevormwald liegenden Orte aufgeführt. „Im Kotten“ lag demnach in einem durch Freipfähle markierten Gebiet vor der Stadt.
In der Topographia Ducatus Montani aus dem Jahre 1715 ist Kotten verzeichnet. Die Karte Preußische Uraufnahme von 1840 bis 1843 benennt den Ort mit „im Kotten“. Die Ortsbezeichnung Kotten wird in den topografischen Karten bis 1954 geführt.
In der Statistik und Topographie des Regierungsbezirks Düsseldorf von 1836 werden 1832 für Kotten vier Wohnhäuser und ein landwirtschaftliches Anwesen mit insgesamt zwanzig Einwohnern angegeben.